# Lilium bosniacum
Lilium bosniacum là một loài thực vật có hoa trong họ Liliaceae. Loài này được (Beck) Fritsch miêu tả khoa học đầu tiên năm 1909.